# لوكانا
لوكانا، هي بلدية في مدينة تورينو الحضرية في منطقة ا بيدمونت الإيطالية، وتقع على بعد حوالي 45 كيلومتر (28 ميل) في شمال غرب تورينو بالتحديد في وادي أوركو. في مطلع القرن العشرين بلغ التعداد السكاني لاهالي المدينة سبعه الاف نسمة تقريبا. اعتبارًا من عام 2019، انخفض عدد السكان إلى 1500. 
تحد لوكانا البلديات التالية: كونامي، رونكو كانافيسي، ناواسكا، ريبوردون ، سباروني، شيالامبيرتو، كانتويرا، كوريو، موناستيرو دي انزو وكواسولو تورينيسي. كومونة هي جزء من حديقة غران باراديسو الوطنية، التي تضم سلسلة من بحيرات جبال الألب الصغيرة والأنهار الجليدية؛ تشمل القمم في المنطقة توري ديل غران سان بيترو (3692 م). تقع بحيرة سيرسول أيضًا في مكان قريب.
في عام 2019 أعلن رئيس البلدية جيوفاني برونو ماتييه أن بلدية لوكانا سوف تدفع للأسر ما يصل إلى 9 آلاف يورو (10,200 دولار أمريكي) على مدى فترة ثلاث سنوات فقط للانتقال إلى القرية.لتصبح مؤهلة، يلتأهيل الأسر يجب أن يكون لديها طفل واحد على الأقل ودخل سنوي قدره ستة الاف يورو. والهدف من ذالك هو منع البلدة من الاختفاء، حيث لا يوجد سوى 10 مواليد في كل عام ولكن 40 حالة وفاة. كان العرض في البداية فقط للإيطاليين أو الأجانب الذين يعيشون بالفعل في إيطاليا، ولكن تم توسيع نطاق البرنامج ليشمل أيضا الأجانب الذين يعيشون خارج إيطاليا. 